# Ruzenia
Ruzenia är ett släkte av svampar. Enligt Catalogue of Life ingår Ruzenia i familjen Lasiosphaeriaceae, ordningen Sordariales, klassen Sordariomycetes, divisionen sporsäcksvampar och riket svampar, men enligt Dyntaxa är tillhörigheten istället familjen Helminthosphaeriaceae, klassen Sordariomycetes, divisionen sporsäcksvampar och riket svampar.
|         | Apiosordaria                         |
|         |                                      |
|         | Podospora                            |
|         |                                      |
|         | Triangularia                         |
|         |                                      |
|         | Zopfiella                            |
|         |                                      |
|         | Pleurage                             |
|         |                                      |
|         | Philocopra                           |
|         |                                      |
|         | Schizothecium                        |
|         |                                      |
|         | Bombardia                            |
|         |                                      |
|         | Lasiosphaeria                        |
|         |                                      |
|         | Cercophora                           |
|         |                                      |
|         | Zygospermella                        |
|         |                                      |
|         | Lasiosphaeris                        |
|         |                                      |
|         | Strattonia                           |
|         |                                      |
|         | Cladorrhinum                         |
|         |                                      |
|         | Lacunospora                          |
|         |                                      |
|         | Corylomyces                          |
|         |                                      |
|         | Fimetariella                         |
|         |                                      |
|         | Immersiella                          |
|         |                                      |
| Ruzenia | \| \| Ruzenia spermoides \| \| \| \| |
|         | \| \| Ruzenia spermoides \| \| \| \| |
|         | Rivulicola                           |
|         |                                      |
|         | Bombardioidea                        |
|         |                                      |
|         | Diffractella                         |
|         |                                      |
|         | Zygopleurage                         |
|         |                                      |
|         | Tripterosporella                     |
|         |                                      |
|         | Cuspidatispora                       |
|         |                                      |
|         | Mycomedusiospora                     |
|         |                                      |
|         | Anopodium                            |
|         |                                      |
|         | Angulimaya                           |
|         |                                      |
|         | Jugulospora                          |
|         |                                      |
|         | Emblemospora                         |
|         |                                      |
|         | Camptosphaeria                       |
|         |                                      |
|         | Arnium                               |
|         |                                      |
|         | Arniella                             |
|         |                                      |
|         | Apodus                               |
|         |                                      |
|         | Apodospora                           |
|         |                                      |
|         | Phragmodiscus                        |
|         |                                      |
|         | Mammaria                             |
|         |                                      |
|         | Periamphispora                       |
|         |                                      |
|         | Pseudocercophora                     |
|         |                                      |
|         | Eosphaeria                           |
|         |                                      |
|         | Ruzenia spermoides                   |
|         |                                      |

|  | Ruzenia spermoides |
|  |                    |

## Bildgalleri

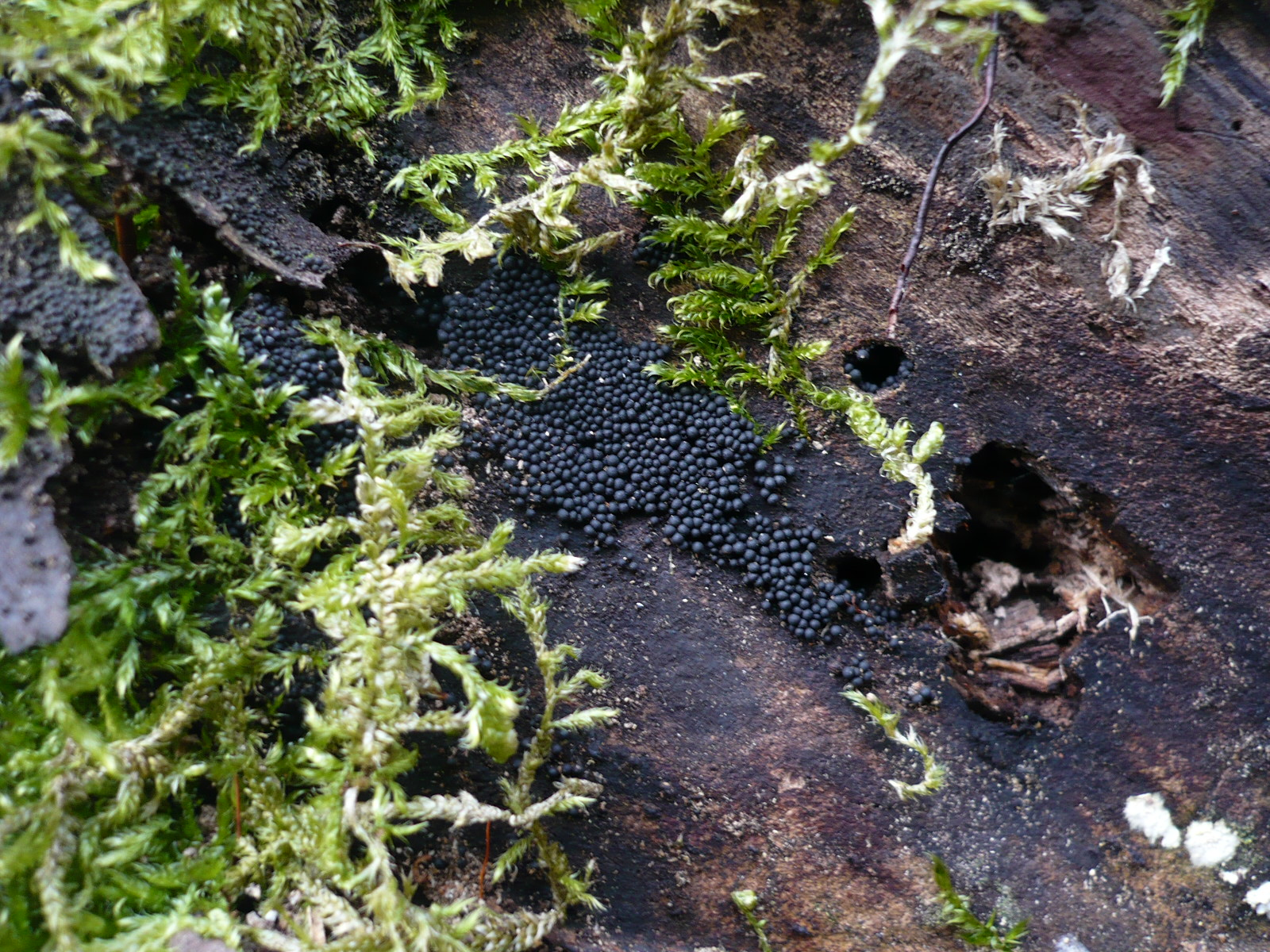

### Fotnoter
1. 1 2  Bisby F.A., Roskov Y.R., Orrell T.M., Nicolson D., Paglinawan L.E., Bailly N., Kirk P.M., Bourgoin T., Baillargeon G., Ouvrard D. (red.) (27 februari 2011). ”Species 2000 & ITIS Catalogue of Life: 2011 Annual Checklist.”. Species 2000: Reading, UK. http://www.catalogueoflife.org/annual-checklist/2011/search/all/key/ruzenia/match/1. Läst 24 september 2012.
2. 1 2  Dyntaxa Ruzenia